# Шарноа
Шарноа (фр. Charnois) насеље је и општина у североисточној Француској у региону Шампањ-Арден, у департману Ардени која припада префектури Шарлвил Мезјер.
По подацима из 2011. године у општини је живело 87 становника, а густина насељености је износила 15,51 становника/km². Општина се простире на површини од 5,61 km². Налази се на средњој надморској висини од 226 метара.

## Демографија
| 1962. | 1968. | 1975. | 1982. | 1990. | 1999. | 2011. |
| ----- | ----- | ----- | ----- | ----- | ----- | ----- |
| 60    | 76    | 77    | 79    | 98    | 89    | 87    |

График промене броја становника у току последњих година